# Девичник

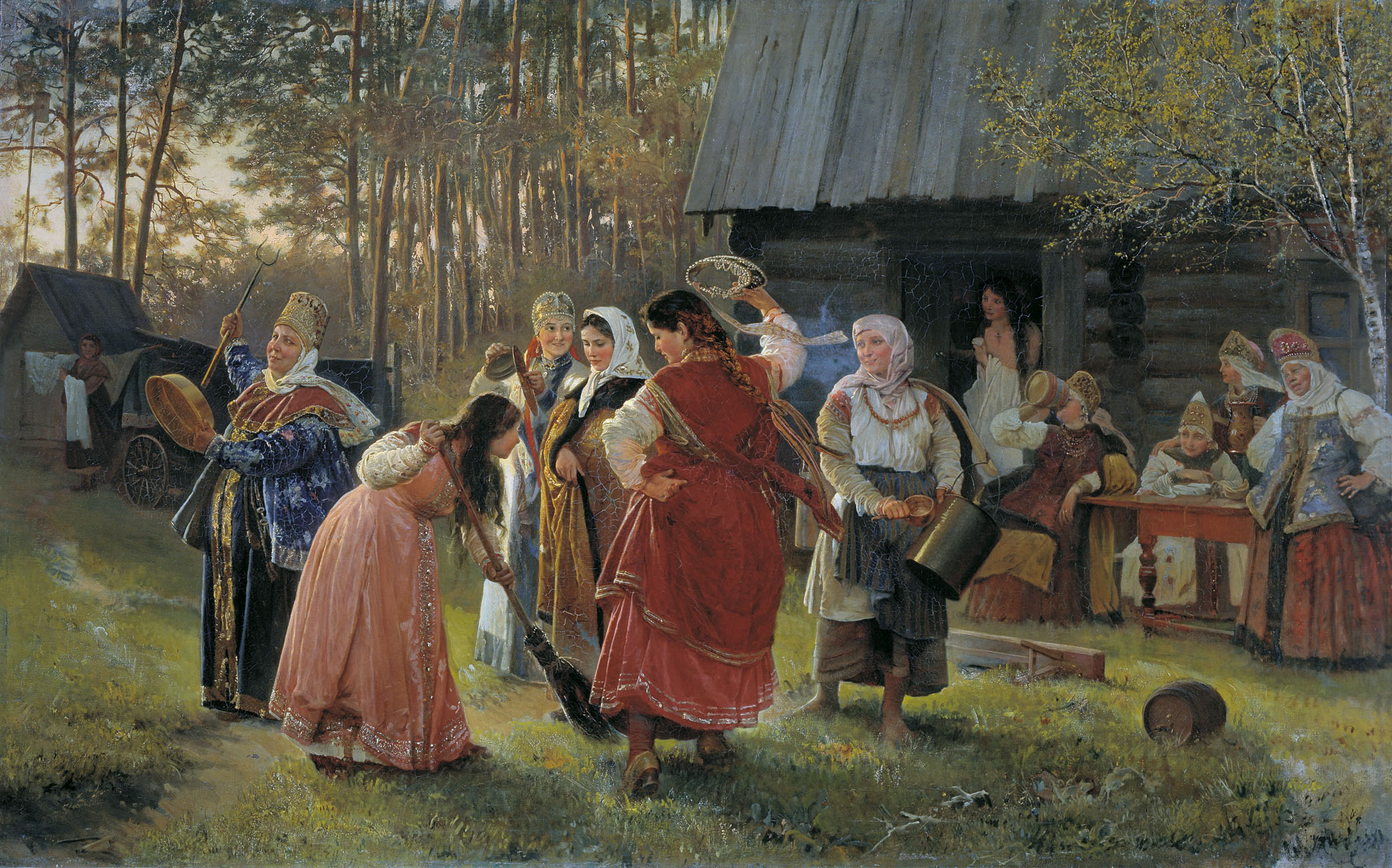
А. И. Корзухин «Девичник», 1889 — Государственный Русский музей

Девичник (вечерина) — предсвадебный обряд, день перед свадьбой, либо дни от рукобитья до свадьбы.

## Названия у славян
Девичник в славянских языках звучит по-разному:
рус. девичник, девик, девичий вечер, вечерина, вечеринка, вечёрка, вечеруха, сборный день, биседа, сидины, белилы, баярки;
бел. дзявішнік, дзявічкі, дзевоцкія запоіны, дзявоцкі вечар, дзевiч вечар, паненскі вечар, зборная суботa;
укр. девоцькі  запоіни, дівич-вечір, дівин-вечір, вечорниці, головиця;
сербохорв. девоjачка сведба, девоjачко вече;
пол. dziewiczy wieczór, panieński wieczór, pustocha;
болг. момина вечер, млада трапеза, мамино хоро.

## Обряд у славян

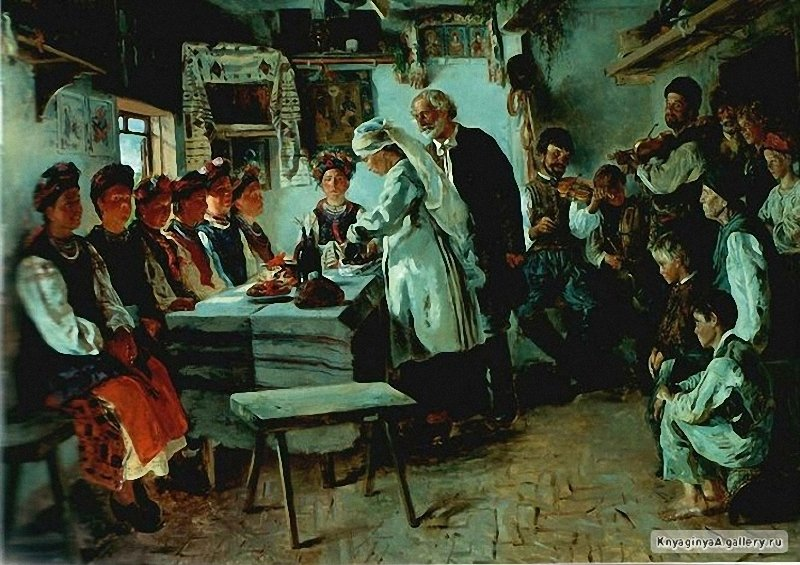
В. Е. Маковский «Девичник», 1882

### Восточные славяне
Прощание с девичеством в кругу подруг распространено у всех русских. Особенно оно доминирует на Русском Севере, где этот обряд сопровождается причитаниями, плачем невесты и представлен разнообразием поэтических и предметных символов девичества: невеста оплакивает свою косу, «скруту» (девичий наряд), «красоту» или «красу», «волю» и др. Девичник был важным элементом этих приготовлений и прощания с родным домом и мог продолжаться от недели до двух недель. У невесты собирались около 15 «шитниц» и «девишниц», которые вместе шили до вечера, пели прощальные песни, причитания. Вечером их навещал жених с привезённым им ларцом с лакомствами (крупными и мелкими орехами, пряниками, конфетами, изюмом), и перстнями, румянами, зеркальцем, мылом, гребешком и другими подарками. Невеста же в ответ угощала чаем жениха и парней, сопровождавших его, и дарила будущему мужу фигурку медведя «Тихона». Чем фигурка была больше и изысканней, тем большее уважение проявляла невеста своему суженому. 
Символика этого подарка берёт начало в традиции, согласно которой в свадебном обряде «медведем» довольно часто называют жениха…", так как это животное в язычестве было священным, и являлось символом умения быть трудолюбивым хозяином мира, мудрым хранителем запасов и умелым купцом — то есть обладало главными мужскими чертами, важными для построения крепкой семьи. А также медведь в символике древнерусских символов и знаков означает умение быть хорошим учителем, воспитателем детей — в семье это играет не последнюю роль. Знак медведя изображался преимущественно на мужских талисманах, и такой подарок невесты знаменовал принятие ею главенствующей роли мужа в семье, так как он от природы наделён нужными свойствами сильного покровителя и защитника, а для мужчины этот подарок был напоминанием о той ответственности, которая лежала на его плечах. После свадьбы фигурка медведя ставилась в доме новобрачных как оберег счастливого брака, тишины и мира в семье.
В Белоруссии обряд прощания с девичеством
распространен главным образом на севере, на Могилёвщине почти отсутствует. В Полесье невеста обходит подруг и прощается с ними, устраивает им прощальное угощение накануне свадьбы, танцует с каждой перед отъездом к жениху.
На Украине у невесты обычно устраивается прощальная вечеринка, угощение и танцы с участием девушек и парней. Невеста раздаёт подругам ленты на память.

### Южные славяне
У болгар прощание невесты с девичеством накануне свадьбы переплетается с обрядами обручения и дня свадьбы. Лишь в Западной Болгарии это относительно самостоятельный обряд. Расставание с девичеством достигает кульминации на свадьбе перед отправлением невесты к венчанию, когда поют песни о прощании с родным домом. Плач невесты в этот момент обязателен, в Родопах он сопровождается причитаниями.
В основном у южных славян, обряд сводится к прощальной вечеринке в доме невесты, где собираются родственники и подруги невесты и устраивается угощение, которое завершается приходом жениха и его друзей, песнями и танцами; отсюда и названия, вроде хорватского tanac (Истрия).

### Западные славяне
У чехов в канун свадьбы у невесты собираются подруги и устраивается праздничный ужин для гостей. Как и у русских, при прощании с родным домом невеста обязана плакать, чтобы ей не пришлось плакать всю замужнюю жизнь. Прощальный вечер с оплакиванием девичества и плачем невесты известен у словаков. В северо-восточной Словакии к невесте приходят девушки и парни и после игр эротического характера остаются на ночь, укладываясь парами на соломе (Горегронье). В Польше невеста в день свадьбы прощается с хлебом: обходит по солнцу вокруг стола, по углам которого лежат четыре украшенных калиной хлеба, и целует каждый из них.

## Мытьё невесты

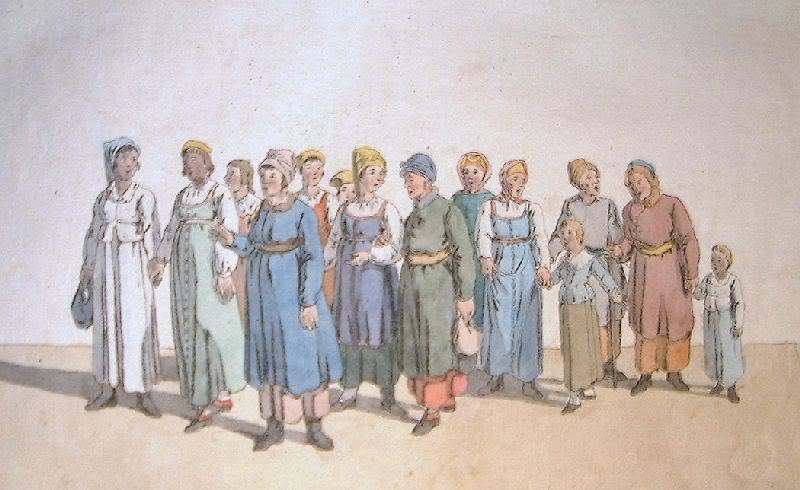
К. Гейслер Невеста по дороге в баню (1801)

Важным элементом являлось также ритуальное омовение невесты в бане накануне свадьбы. Как особый  обряд известен у русских и у южных славян. Особенно сложную структуру имеет северо-русский обряд бани невесты (невестина баня, подвенешная баня, пра(в)ськая баня), часто включающий ритуальное расставание невесты с девичеством, расплетение косы и т. п. Ритуальное мытьё невесты (мытьё головы или общее купание), а иногда и жениха, известно в западной Болгарии, Македонии, Сербии, Хорватии и Славонии. Процесс мытья, принесение воды для него и выливание использованной воды сопровождается ритуально-магическими действиями и оберегами. Помимо защиты невесты от порчи, мытьё невесты накануне свадьбы имеет смысл ритуального очищения от имевшихся несчастий и бед перед переходом в новый статус.